# Erik Leijonhufvud (1821–1873)
Knut Erik Leijonhufvud, född den 24 juli 1821 på Helgerum i Västrums socken, död den 9 november 1873 i Stockholm, var en svensk friherre och militär. Han var bror till Axel Leijonhufvud. 
Leijonhufvud blev furir vid Andra livgrenadjärregementet 1838 och student vid Uppsala universitet samma år. Han avlade officersexamen 1839, artilleriofficersexamen samma år och större artilleriofficersexamen 1846. Leijonhufvud blev sergeant vid Göta artilleriregemente 1839, underlöjtnant där samma år och löjtnant 1847. Han var lärare vid militärskolan i Göteborg 1849–1854 och artilleristabsofficer 1856–1858. Leijonhufvud blev kapten i regementet 1856 och vid regementet 1858, major i artilleriet 1869 och vid regementet 1870. Han blev chef för artilleristaben 1867, vilket han förblev till sin död, samt  befordrades till överstelöjtnant i armén 1871 och vid Vendes artilleriregemente 1872. Leijonhufvud blev riddare av Svärdsorden 1864 och av norska Sankt Olavs orden 1868. Han vilar på Norra  begravningsplatsen utanför Stockholm.